# Achelia parvula
Achelia parvula är en havsspindelart som först beskrevs av Loman, J.C.C. 1923.  Achelia parvula ingår i släktet Achelia och familjen Ammotheidae. Inga underarter finns listade i Catalogue of Life.